# 片山広明
片山 広明（かたやま ひろあき、1951年3月1日 - 2018年11月13日）は、日本のジャズ・サックス奏者。千葉県野田市出身。

## 来歴
高校生の頃アルト・サクソフォーンを始め、後にテナー・サクソフォーンに転向。國學院大學を中退し、プロとして活動を始めた。
1970年代後半、篠田昌已、梅津和時、早川岳晴らと共に生活向上委員会大管弦楽団で活動、2枚のアルバムを発表。また、1970年代末にはRCサクセションと交流を深め、以後、レコーディングやライブをサポート。1980年代は、梅津和時率いるD・U・Bで活動。ヨーロッパ公演も行った。
1990年代に入ると、渋さ知らズで活動。初参加アルバムは2作目『DETTARAMEN』（1993年）で、以後、渋さ知らズにとって重要な存在となり、2006年のメジャー・デビュー後もレコーディングやライブに参加。ダンドリスト（指揮者）の不破大輔は、片山を「渋さで言えば四番バッター」と評している。
また、1994年には林栄一と共にデ・ガ・ショー結成。2作目のライナーノーツで、忌野清志郎に「片山、なんで俺をさそわないんだよ」と書かれたのを受けて、共演アルバム『Hospital』を制作・発表するに至ったという逸話がある。1998年には、林栄一との新ユニットCO2結成。その他、忌野清志郎や麗蘭のサポートも行う。
2018年11月13日、肝臓がんのため死去。67歳没。

## 主な作品
ソロ・アルバム
- EQUATOR（1983年）（MUSIC BOX）
- ドライ・シェリー（1987年）- 後に『Ninety-Nine』とタイトルを変更して再発
- So-Kana（1992年）
- インスタント・グルーヴ（1998年）
- キャトル（2002年）
- dust off（2007年）
- いそしぎ（2009年）

渋さ知らズとの連名
- 片山広明 with 渋さ知らズ（2006年）

その他、渋さ知らズの多数の作品に参加
de-ga-show
- de-ga-show（1994年）
- 「続」de-ga-show（1996年）
- Hospital（1997年）- kiyoshiro meets de-ga-show名義。清志郎のインディーズ・レーベル『SWIM RECORDS』より発売

CO2
- tokai（2000年）